# Incendio de Johannesburgo de 2023
El incendio de Johannesburgo, en Sudáfrica, ocurrió el 31 de agosto de 2023, alrededor de la 01:30 hora local; 76 personas murieron y otras 88 resultaron heridos. Es uno de los incendios más mortíferos en la historia de Sudáfrica.

## El incendio
El incendio ocurrió en el Distrito Central de Negocios en un edificio abandonado de cinco pisos propiedad del gobierno de la ciudad y tomado por pandillas en la esquina de las calles Delvers y Albert. Estaba siendo ocupado por hasta 400 personas empobrecidas –muchas de ellas nacionales extranjeros, inmigrantes económicos y solicitantes de asilo—a todos los cuales las pandillas les cobraban alquiler.
El incendio se produjo en las primeras horas de la mañana del 31 de agosto de 2023 y actualmente se desconoce la causa del mismo. Se extendió por el edificio, atrapando a muchas personas debido a las endebles mamparas y puertas entre las habitaciones improvisadas construidas por los residentes. Muchos residentes saltaron desde las ventanas del edificio para escapar, algunos de los cuales no sobrevivieron al salto. Los bomberos encontraron cadáveres amontonados donde habían muerto en una puerta cerrada en la planta baja mientras intentaban salir del edificio en llamas.

## El edificio
El edificio, 80 Albert Street, fue construido en 1954 como oficina central del Departamento de Asuntos No Europeos de Johannesburgo, y sirvió como oficina de pases para hacer cumplir las leyes de pases que controlaban el movimiento de personas negras a Johannesburgo bajo el sistema de apartheid. Desde 1994, el edificio albergó un refugio para mujeres más tarde llamado Refugio de Mujeres Usindiso.
En 2019, MMC para la Salud y el Desarrollo Social, Mpho Phalatse, reubicó una clínica ubicada en el edificio, ya que el edificio estaba ocupado por ocupantes ilegales y se consideró inseguro. El edificio está marcado con una placa patrimonial que narra su historia.

## Responsabilidades
El incendio llamó la atención sobre los cientos de edificios secuestrados en el distrito financiero de Johannesburgo, típicamente superpoblados y no regulados y habitados por personas empobrecidas y marginadas, incluido un gran número de inmigrantes indocumentados que se dirigían al centro económico de Sudáfrica, Johannesburgo.
El presidente Cyril Ramaphosa visitó el lugar de la tragedia el 31 de agosto y lo calificó como una "llamada de atención". El primer ministro de Gauteng, Panyaza Lesufi, anunció una investigación sobre el incendio. Mientras que las ONG y los propietarios de propiedades del centro de la ciudad acusaron a la ciudad de Johannesburgo de descuidar sus edificios y no proporcionar servicios ni hacer cumplir las normas de seguridad, los funcionarios gubernamentales culparon a las ONG por emprender acciones legales que desafiaron con éxito los intentos anteriores de la ciudad de desalojar a los ocupantes ilegales de propiedades similares.
Algunos residentes que sobrevivieron al incendio se negaron a abordar los autobuses para trasladarse a alojamientos de emergencia en salones comunitarios después del incendio, temiendo que los funcionarios utilizaran la reubicación como excusa para la deportación y no queriendo dejar atrás los restos de sus posesiones en el edificio quemado.